# L'Âme blessée d'un éléphant noir

L'Âme blessée d'un éléphant noir est un recueil de poèmes de l'écrivain congolais Gabriel Okoundji. Paru en 2010 aux éditions William Blake & Co., l'œuvre remporte le Grand Prix littéraire d'Afrique noire dans la même année.